# Jan Tesarik
Jan Tesarik República Checa, 13 de enero de 1954) es un Doctor en Medicina y Cirugía; y Doctor en Ciencias checo con nacionalidad francesa. Consiguió el “primer bebé” por fecundación in vitro clásica en la República Checa en 1982. Desde entonces, se ha distinguido como un reputado investigador científico en el campo de la Reproducción Asistida Humana, activo en varios países del mundo.

## Historia
Se licenció en Medicina en 1979 por la Universidad Purkyne,  donde posteriormente recibió su doctorado en Medicina y Cirugía, además del doctorado en Ciencias mientras residía en la República Checa.
Inicia el Programa de Reproducción Asistida en Brno, República Checa y consigue el primer bebé nacido por fecundación in vitro clásica - FIV - , en 1982.
Viaja a Francia en 1984, donde es contratado por el INSERM para elaborar un programa de investigación en el campo de la reproducción. Allí desarrolla importantes técnicas de laboratorio y descubre interesantes mecanismos de acción en dicho campo.
En el año 1993, trabaja en la Unidad de Reproducción del Hospital Americano en París  y consigue el primer bebé concebido por  Inyección intracitoplasmática de espermatozoides –ICSI- en el ovocito humano, en Francia.
En 1995 y trabajando en Francia, logra el primer bebé, nacido después de la  microinyección de espermátidas –ROSI-, en el ovocito humano. Este es un hecho altamente notorio ya que es el primer niño nacido con esta técnica, a nivel mundial. La técnica ha sido aplicada en varios otros países, y hasta ahora han nacido gracias a ella más de 100 niños Archivado el 20 de septiembre de 2018 en Wayback Machine. sanos en mujeres cuyas parejas sufrían una ausencia completa de formación de espermatozoides, quienes, previamente al descubrimiento de la ROSI, podían tener niños solo con esperma de donante.
Otro éxito, a nivel mundial, lo constituye el nacimiento de los primeros niños sanos en 1998, en Estambul –Turquía- mediante la microinyección de espermátidas procedentes del cultivo del tejido testicular obtenido por biopsia en hombres azoospérmicos.
En 1999 desarrolla en Roma la técnica de transferencia de núcleo desde los ovocitos de las pacientes en los ovocitos, previamente enucleados, de las donantes. Esta técnica, conocida popularmente como la de “hijo de tres padres”, ha sido utilizada posteriormente para la prevención de la transmisión de enfermedades mitocondriales de origen materno a la descendencia.
En 2000, consigue en Sao Paulo –Brasil- la primera Fecundación y el primer embrión obtenido partir de un ovocito reconstruido por introducción de una célula somática de una paciente en un ovocito enucleado de una donante.
Desde los años 2000 se ha dedicado a la investigación en el campo de la utilización de la hormona de crecimiento para mejorar la calidad de los ovocitos y del endometrio humano, y al diagnóstico y tratamiento de los daños del ADN de los espermatozoides. En los años 2016-2018 ha desarrollado varias técnicas de diagnóstico ginecológico no invasivo, conocidas como endoscopias virtuales utilizando grabaciones ecográficas para una posterior reconstrucción de imágenes tridimensionales virtuales (histeroscopia, salpingoscopia, foliculoscopia, embrioscopia).
Ha dirigido programas de investigación en Reproducción Asistida en el Laboratorio de Eylau de París, en Francia, hospital Europa de Roma, en Italia y en la Universidad de Granada -Departamento de Bioquímica y Biología-, en España, junto a la bióloga Carmen Mendoza Oltras.
Está casado con Carmen Mendoza Oltras y tiene 3 hijas: Raquel Mendoza Tesarik, Carolina Mendoza Tesarik y Dana Tesarikova
Desde 1998 hasta la actualidad, es director de la Clínica MAR&Gen en Granada, España.

## Premios y logros
- Premio Extraordinario fin de carrera.
- Premio Extraordinario concedido por el gobierno checo al mérito en investigación.
- Autor de más de 400 artículos publicados en revistas internacionales.
- Autor de más de 70 capítulos de libros.
- Ponente y conferenciante en multitud de Congresos Internacionales y Mundiales.

## Principales artículos internacionales
- Tesarik J., Mendoza Oltras C., Testart J. : Effect of the human cumulus oophorus on movement characteristics of human capacitated spermatozoa. J. Reprod. Fert., 1990, 88, 665-675.
- Tesarik J., Drahorad J., Testart J., Mendoza C. : Acrosin activation follows its surface exposure and precedes membrane fusion in human sperm acrosome reaction. Development, 1990, 110, 391-400.
- Mendoza C., Tesarik J. : Effect of follicular fluid on human sperm movement characteristics. Fertil. Steril., 1990, 54, 1135-1139.
- Tesarik J., Mendoza C., Carreras A. : Expression of D-mannose binding sites in human spermatozoa: comparison of fertile donors and infertile patients. Fertil. Steril., 1991, 56, 113-118.
- Mendoza C., Carreras A., Moos J., Tesarik J. : Distinction between true acrosome reaction and degenerative acrosome loss by a one-step staining method using Pisum sativum agglutinin. J. Reprod. Fert., 1992, 95, 755-763.
- Tesarik J., Mendoza C., Moos J., Fénichel P., Fehlmann M. : Progesterone action through aggregation of a receptor on the sperm plasma membrane. FEBS Lett., 1992, 308, 116-120.
- Tesarik J., Mendoza C., Moos J., Carreras A. : Selective expression of a progesterone receptor on the human sperm surface. Fertil. Steril., 1992, 58, 784-792.
- Tesarik J., Mendoza C. : Defective function of a nongenomic progesterone receptor as a sole sperm anomaly in infertile patients. Fertil. Steril., 1992, 58, 793-797.
- Tesarik J., Mendoza C., Carreras A. : Effects of phosphodiesterase inhibitors caffeine and pentoxifylline on spontaneous and stimulus-induced acrosome reactions in human sperm. Fertil. Steril., 1992, 58, 1185-1190.
- Tesarik J., Carreras A., Mendoza C. : Differential sensitivity of progesterone- and zona pellucida-induced acrosome reactions to pertussis toxin. Mol. Reprod. Dev., 1993, 34, 183-189.
- Tesarik J., Mendoza C., Carreras A. : Fast acrosome reaction measure: a highly sensitive method for evaluating stimulus-induced acrosome reaction. Fertil. Steril., 1993, 59, 424-430.
- Tesarik J., Mendoza C. : Insights into the function of a sperm-surface progesterone receptor: evidence of ligand-induced receptor aggregation and the implication of proteolysis. Exp. Cell Res., 1993, 205, 111-117.
- Tesarik J., Moos J., Mendoza C. : Stimulation of protein tyrosine phosphorylation by a progesterone receptor on the cell surface of human sperm. Endocrinology, 1993, 133, 328-335.
- Tesarik J., Mendoza C. : Sperm treatment with pentoxifylline improves the fertilizing ability in patients with acrosome reaction insufficiency. Fertil. Steril., 1993, 60, 141-148.
- Mendoza C., Moos J., Tesarik J. : Progesterone action on the human sperm surface is potentiated by an egg-associated acrosin activator. FEBS Lett., 1993, 326, 149-152.
- Tesarik J., Mendoza C., Ramírez J.-P., Moos J. : Solubilized zona pellucida competes with a fucosylated neoglycoprotein for binding sites on the human sperm surface. Fertil. Steril., 1993, 60, 344-350.
- Mendoza C., Tesarik J. : A plasma-membrane progesterone receptor in human sperm is switched on by increasing intracellular free calcium. FEBS Lett., 1993, 330, 57-60.
- Tesarik J., Mendoza C. : Most living acrosome-reacted spermatozoa do not fuse with the oocyte when inserted into the perivitelline space. Fertil. Steril., 1994, 61, 529-535.
- Sousa M., Tesarik J. : Ultrastructural analysis of fertilization failure after intracytoplasmic sperm injection. Hum. Reprod., 1994, 9, 2374-2380.
- Tesarik J., Mendoza C. : Alleviation of acrosome reaction prematurity by sperm treatment with egg yolk. Fertil. Steril., 1995, 63, 153-157.
- Tesarik J., Mendoza C. : Nongenomic effects of 17-estradiol on maturing human oocytes: Relationship to oocyte developmental potential. J. Clin. Endocrinol. Metab., 1995; 80, 1438-1443.
- Mendoza C., Soler A., Tesarik J. : Nongenomic steroid action: Independent targeting of a plasma membrane calcium channel and a tyrosine kinase. Biochem. Biophys. Res. Commun., 1995, 210, 518-523.
- Tesarik J., Sousa M., Mendoza C. : Sperm-induced calcium oscillations of human oocytes show distinct features in oocyte center and periphery. Mol. Reprod. Dev., 1995, 41, 257-263.
- Tesarik J., Mendoza C., Testart J. : Viable embryos from injection of round spermatids into oocytes. N. Engl. J. Med., 1995, 333, 525.
- Tesarik J. : Sex chromosome abnormalities after intracytoplasmic sperm injection. Lancet, 1995, 346, 1096.
- Tesarik J., Carreras A., Mendoza C. : Single cell analysis of tyrosine kinase dependent and independent Ca2+ fluxes in progesterone induced acrosome reaction. Mol. Hum. Reprod., 1996, 2, 225-232.
- Tesarik J., Mendoza C. : Spermatid injection into human oocytes. I. Laboratory techniques and special features of zygote development. Hum. Reprod., 1996, 11, 772-779.
- Tesarik J., Mendoza C. : Genomic imprinting abnormalities: a new potential risk of assisted reproduction. Mol. Hum. Reprod., 1996, 2, 295-298.
- Sousa M., Barros A., Mendoza C., Tesarik J. : Effects of protein kinase C activation and inhibition on sperm-, thimerosal-, and ryanodine-induced calcium responses of human oocytes. Mol. Hum. Reprod., 1996, 2, 699-708.
- Mendoza C., Tesarik J. : The occurrence and identification of round spermatids in the ejaculate of men with nonobstructive azoospermia. Fertil. Steril., 1996, 66, 826-829.
- Sousa M., Mendoza C., Barros A., Tesarik J. : Calcium responses of human oocytes after intracytoplasmic injection of leukocytes, spermatocytes and round spermatids. Mol. Hum. Reprod., 1996, 2, 853-857].
- Mendoza C., Benkhalifa M., Cohen-Bacrie P., Hazout A., Ménézo Y., Tesarik J. : Combined use of proacrosin immunocytochemistry and autosomal DNA in situ hybridization for evaluation of human ejaculated germ cells. Zygote, 1996, 4, 279-283.
- Tesarik J., Mendoza C. : Direct non-genomic effects of follicular steroids on maturing human oocytes: oestrogen versus androgen antagonism. Hum. Reprod. Update, 1997, 3, 95-100.
- Amer M., Soliman E., El-Sadek M., Mendoza C., Tesarik J. : Is complete spermiogenesis failure a good indication for spermatid conception? Lancet, 1997, 350, 116.
- Sousa M., Barros A., Mendoza C., Tesarik J. : Role of Ca2+ oscillations during human preimplantation embryo development. Assist. Reprod. Rev., 1997, 7, 139-150.
- Tesarik J., Mendoza C. : Phyto-oestrogens and breast cancer [letter]. Lancet, 1998, 351, 138.
- Tesarik J., Greco E., Mendoza C. : ROSI, instructions for use: 1997 update. Hum. Reprod., 1998, 13, 519-523.
- Tesarik J., Sousa M., Greco E., Mendoza C. : Spermatids as gametes: indications and limitations. Hum. Reprod., 1998, 13 Suppl. 3, 89-107.
- Tesarik J., Greco E., Cohen-Bacrie P., Mendoza C. : Germ cell apoptosis in men with complete and incomplete spermiogenesis failure. Mol. Hum. Reprod., 1998, 4, 757-762.
- Tesarik J., Greco E., Rienzi L., Ubaldi F., Guido M., Cohen-Bacrie P., Mendoza C. : Differentiation of spermatogenic cells during in-vitro culture of testicular biopsy samples from patients with obstructive azoospermia: effect of recombinant follicle stimulating hormone. Hum. Reprod., 1998, 13, 2772-2781.
- Tesarik J., Balaban B., Isiklar A., Alatas C., Urman B., Aksoy S., Greco E., Mendoza C. : Effect of FSH on spermiogenesis? Fertil. Steril., 1998, 70, 983-984.
- Tesarik J., Guido M., Mendoza C., Greco E. : Human spermatogenesis in vitro: respective effects of follicle-stimulating hormone and testosterone on meiosis, spermiogenesis, and Sertoli cell apoptosis. J. Clin. Endocrinol. Metab., 1998, 83, 4467-4473.
- Tesarik J., Mendoza C., Greco E. : Treatment of severe male infertility by micromanipulation-assisted fertilization: news and views. Front. Biosci., 1998, 3, 238-246.
- Tesarik J., Bahceci M., Özcan C., Greco E., Mendoza C. : Restoration of fertility by in-vitro spermatogenesis. Lancet, 1999, 353, 555-556.
- Martínez F., Tesarik J., Martin C.-M., Soler A., Mendoza C. : Stimulation of tyrosine phosphorylation by progesterone and its 11-OH derivatives: dissection of a Ca2+-dependent and a Ca2+-independent mechanism. Biochem. Biophys. Res. Commun., 1999, 255, 23-27.
- Mendoza C., Cremades N., Ruiz-Requena E., Martinez F., Ortega E., Bernabeu S., Tesarik J. : Relationship between fertilization results after intracytoplasmic sperm injection, and intrafollicular steroid, pituitary hormone and cytokine concentrations. Hum. Reprod., 1999, 14, 628-635.
- Tesarik J., Garrigosa L., Mendoza C. : Estradiol modulates breast cancer cell apoptosis: a novel nongenomic steroid action relevant to carcinogenesis. Steroids, 1999, 64, 22-27.
- Tesarik J., Bahceci M., Özcan C., Greco E., Mendoza C. : In-vitro spermatogenesis. Lancet, 1999, 353, 1708.
- Tesarik J., Mendoza C. : In vitro fertilization by intracytoplasmic sperm injection. BioEssays, 1999, 21, 791-801.
- Tesarik J., Mendoza C., Greco E. : In vitro culture facilitates the selection of healthy spermatids for assisted reproduction. Fertil. Steril., 1999, 72, 809-813.
- Tesarik J., Nagy Z.P., Mendoza, C., Greco E. : Chemically and mechanically induced membrane fusion: non-activating methods for nuclear transfer in mature human oocytes. Hum. Reprod., 2000, 15, 1149-1154.
- Tesarik J., Balaban B., Isiklar A., Alatas C., Urman B., Aksoy S., Mendoza C., Greco E. : In-vitro spermatogenesis resumption in men with maturation arrest: relationship with in-vivo blocking stage and serum FSH. Hum. Reprod., 2000, 15, 1350-1354.
- Tesarik J., Mendoza C., Anniballo R., Greco E. : In-vitro differentiation of germ cells from frozen testicular biopsy specimens. Hum. Reprod., 2000, 15, 1713-1716.
- Tesarik J., Mendoza C., Greco E. : In-vitro maturation of immature human male germ cells. Mol. Cell. Endocrinol., 2000, 166, 45-50.
- Tesarik J., Mendoza C., Greco E. : The effect of FSH on male germ cell survival and differentiation in vitro is mimicked by pentoxifylline but not insulin. Mol. Hum. Reprod., 2000, 6, 877-881.
- Tesarik J., Cruz-Navarro N., Moreno E., Canete M.T., Mendoza C. : Birth of healthy twins after fertilization with in vitro cultured spermatids from a patient with massive in vivo apoptosis of postmeiotic germ cells. Fertil. Steril., 2000, 74, 1044-1046.
- Tesarik J., Mendoza C., Greco E. : Immature germ cell conception - in vitro germ cell manipulation. Baillière Clin. Endocrinol. Metab., 2000, 14, 437-452.
- Tesarik J., Mendoza C., Greco E. : The activity (calcium oscillator?) responsible for human oocyte activation after injection with round spermatids is associated with spermatid nuclei. Fertil. Steril., 2000, 74, 1245-1247.
- Tesarik J., Nagy Z.P., Sousa M., Mendoza C., Abdelmassih R. : Fertilizable oocytes reconstructed from patient’s somatic cell nuclei and donor ooplasts. Reprod. Biomed. Online, 2001, 2, 160-164 (online webpaper 2001/063).
- Rienzi L., Greco E, Ubaldi F., Iacobelli M., Martinez F., Tesarik J. : Laser-assisted intracytoplasmic sperm injection. Fertil. Steril., 2001, 76, 1045-1047.
- Greco E., Rienzi L., Ubaldi F., Tesarik J. : Klinefelter’s syndrome and assisted reproduction. Fertil. Steril., 2001, 76, 1068-1069.
- Tesarik J., Greco E., Mendoza C. : Assisted reproduction with in-vitro-cultured testicular spermatozoa in cases of severe germ cell apoptosis: a pilot study. Hum. Reprod., 2001, 16, 2640-2645.
- Tesarik J., Mendoza C., Greco E. : Paternal effects acting during the first cell cycle of human preimplantation development after ICSI. Hum. Reprod., 2002, 17, 184-189.
- Tesarik J., Nagy P., Abdelmassih, R., Greco E., Mendoza C. : Pharmacological concentrations of follicle-stimulating hormone and testosterone improve the efficacy of in vitro germ cell differentiation in men with maturation arrest. Fertil. Steril., 2002, 77, 245-251.
- Mendoza C., Ruiz-Requena E., Ortega E., Cremades N., Martinez F., Bernabeu R., Greco E., Tesarik J. : Follicular fluid markers of oocyte developmental potential. Hum. Reprod., 2002, 17, 1017-1022.
- Martinez F., Rienzi L., Iacobelli M., Ubaldi F., Mendoza C., Greco E., Tesarik J. : Caspase activity in preimplantation human embryos is not associated with apoptosis. Hum. Reprod., 2002, 17, 1584-1590.
- Tesarik J., Martinez F., Rienzi L., Iacobelli M., Ubaldi F., Mendoza C., Greco E. In-vitro effects of FSH and testosterone withdrawal on caspase activation and DNA fragmentation in different cell types of human seminiferous epithelium. Hum. Reprod., 2002, 17, 1811-1819.
- Tesarik J. : Reproductive semi-cloning respecting biparental embryo origin: Embryos from syngamy between a gamete and a haploidized somatic cell. Hum. Reprod., 2002, 17, 1933-1937.
- Tesarik J., Rienzi L., Ubaldi F., Mendoza C., Greco E. : Use of a modified intracytoplasmic sperm injection technique to overcome sperm-borne and oocyte-borne oocyte activation failures. Fertil. Steril., 2002, 78, 619-624.